# Albiès
Albiès ist eine französische Gemeinde mit 122 Einwohnern (Stand 1. Januar 2022) im Département Ariège in der Region Okzitanien. Sie gehört zum Kanton Haute-Ariège und zum Arrondissement Foix.
Nachbargemeinden sind Verdun im Nordwesten, Caychax-et-Senconac im Norden und Nordosten, Vèbre im Osten, Lassur im Südosten, Aston im Süden, Pech im Südwesten, und Les Cabannes im Westen. 

## Bevölkerungsentwicklung

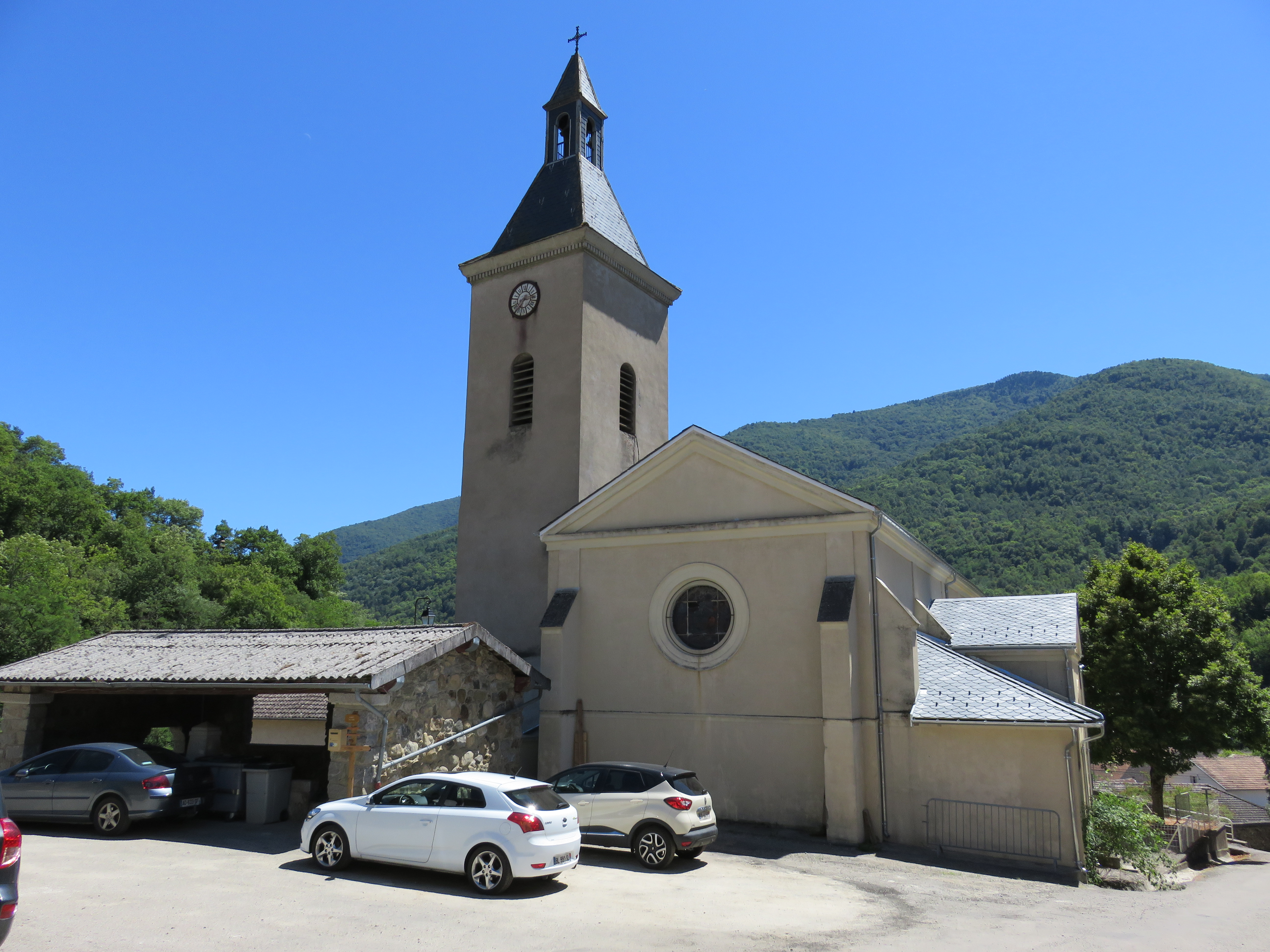
Kirche Conversion-de-Saint-Paul

| Jahr      | 1962 | 1968 | 1975 | 1982 | 1990 | 1999 | 2008 | 2019 |
| --------- | ---- | ---- | ---- | ---- | ---- | ---- | ---- | ---- |
| Einwohner | 170  | 146  | 163  | 144  | 141  | 156  | 139  | 121  |